# Europaallee (Norderstedt)

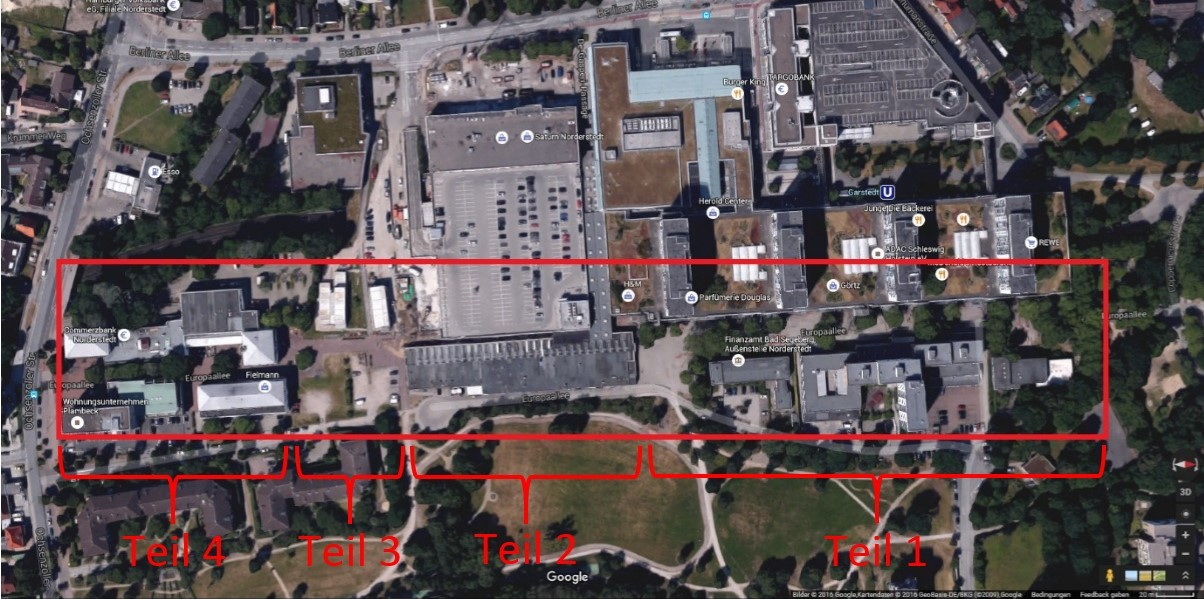
Satellitenbild der Europaallee mit vier Teilbereichen

Die Europaallee ist eine teils überdachte Fußgängerzone im 1972 errichteten Gebäudekomplex der De-Gasperi-Passage in Norderstedt. Sie liegt im Stadtteil Garstedt, dicht am U-Bahnhof Garstedt an der Linie U1 der Hamburger Hochbahn. Sie dient mit den dort überwiegend angesiedelten Einzelhandelsgeschäften der Nahversorgung der Einwohner von Garstedt.
Der Gebäudekomplex wurde bis Ende 2020 vom Einkaufszentrum Herold Center, Karstadt und einer um 2015/16 eingerichteten Saturnfiliale dominiert, mit denen zusammen die Europaallee einen regional und überregional bekannten Einkaufsstandort mit guten Verkehrsanbindungen per Bahn, Bus und Auto in Schleswig-Holstein bildet. Parkplätze sind vorhanden. Im Oktober 2020 ist der wichtige Ankermieter Karstadt ausgezogen, nachdem Saturn bei seinem Einzug bereits den zur Straße gelegenen Fassadenteil des zuvor von Karstadt genutzten Gebäudeteils übernommen hatte.

## Lage und Beschreibung

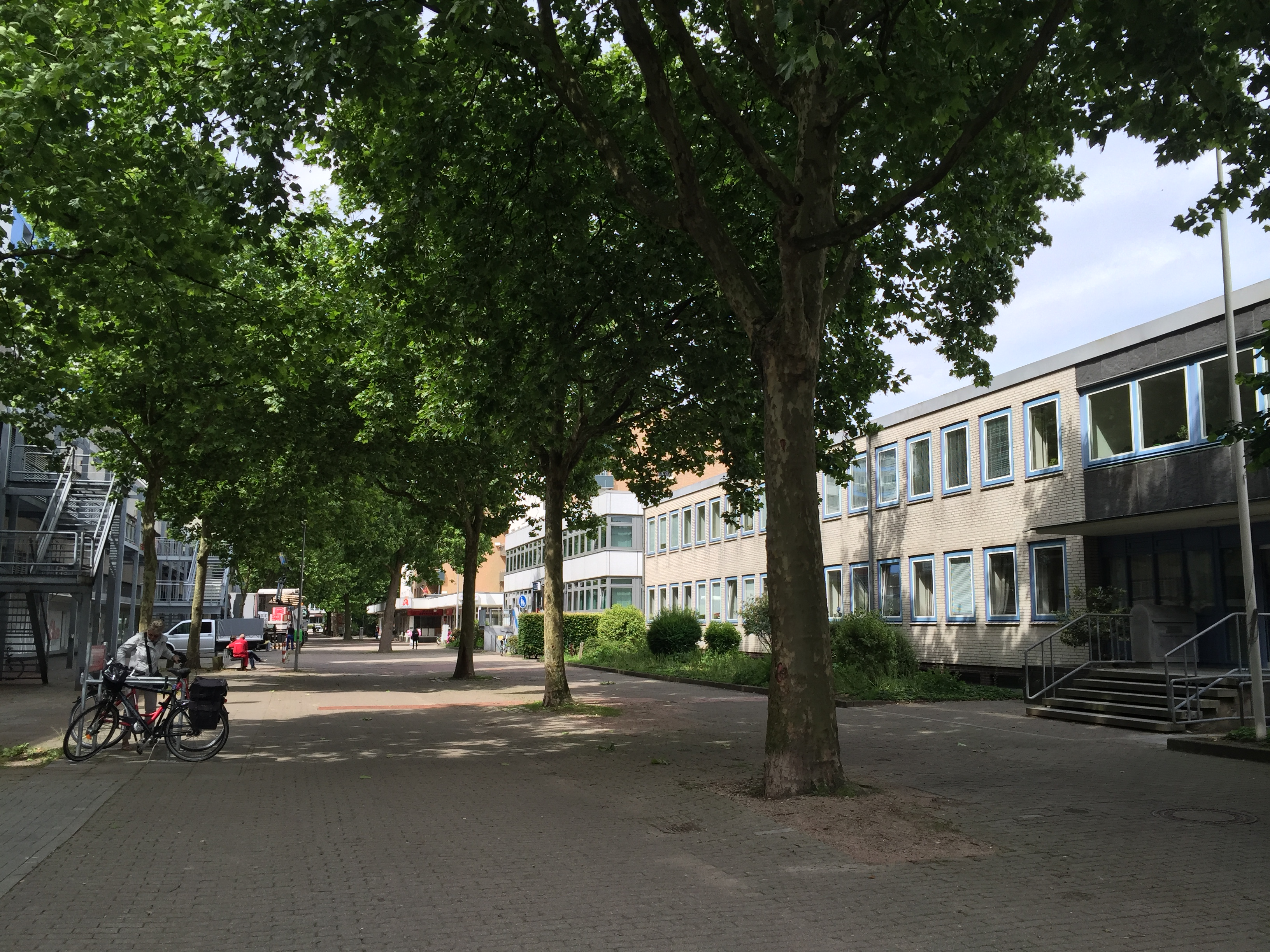
Fußgängerzone Europaallee

Die Europaallee beginnt im Norden an der Coppernicusstraße gegenüber dem Coppernicusgymnasium. An ihrem Ende mündet sie im Süden in die quer zu ihr verlaufende Ochsenzoller Straße. Die Europaallee verläuft in Nord-Süd-Richtung zwischen dem Einkaufszentrum Herold Center als westliche und dem Willy-Brandt-Park als östliche Begrenzung. Sie ist 570 Meter lang. Die Europaallee ist eine verkehrsberuhigte Fußgängerzone, die nur von Fußgängern, Radfahrern und Rollstuhlfahrern genutzt werden darf. Motorisierter Anlieferungsverkehr, Marktbeschicker sowie Besucher der Stadtteilbücherei sind frei.
Die Fußgängerzone setzt sich aus vier Teilen zusammen. Der erste Teil ist eine offene Fußgängerzone, die an die Copernicusstraße anschließt. Die Copernicusstraße endet hier als Sackgasse. Die lange gepflasterte Fläche des ersten Teils wird in der Mitte durch eine Allee mit alten Bäumen aufgelockert. In der westlichen Begrenzung über dem Herold Center sind mehrere mehrstöckige Wohngebäude integriert. Auf ihrer Ostseite gibt es ebenfalls Wohngebäude, die im Erdgeschoss Ladengeschäfte beherbergen. Am Ende des ersten Teils der Fußgängerzone befindet sich eine breite Bebauungsöffnung zu den Spazierwegen des Willy-Brandt-Parks und zu den Feuerwehrzufahrten zur Europaallee.
Der zweite Teil schließt sich direkt in Form einer einstöckigen, überdachten Passage mit Namen Europa Passage an. Darin sind eine Vielzahl kleinerer oder größerer sich gegenüber liegender Ladengeschäfte zu finden. Kurz nach dem Eingang in die Europa Passage zweigt die de-Gasperi-Passage nach Westen ab. Sie ist eine Verbindungshalle zur Berliner Allee.
Der dritte Teil mit Namen Süderweiterung des Herold-Center-Komplexes wurde nach 20 Jahren Planung Ende 2015 fertiggestellt und eröffnet. Die Süderweiterung ist eine zweistöckige Passage, die man aus der Europa Passage kommend nach einem kurzen, im Freien liegenden Durchgang, betritt.
An die Süderweiterung schließt sich der vierte Teil der Fußgängerzone Europaallee an. Dieser stellt sich wieder als offene Fußgängerzone dar. Es gibt dort weitere sich gegenüberliegende Geschäfte und Büros. Zudem wird dieser Teil durch zwei gestaltete, aber schon ältere Grünflächen, einen langgestreckten, mittig angelegten Grünstreifen mit hohen Bäumen und einer erhöhten Sitzinsel mit schirmartigen, kleineren Bäumen sowie mit Kunst, einem Brunnen und Stadtmöbeln aufgewertet.
Die Teile 1 und 2 existieren seit 1972. Bereits 1985 wurde ein Bebauungskonzept für den Standort der heutigen Teile 3 und 4 vorgelegt, dieser scheiterte jedoch u. a. an den damals zersplitterten Eigentümerverhältnissen, so dass dort bis Mitte der 2010er eine offene, "grasbewachsene Brache" bis fast zur angrenzenden Ochsenzoller Straße und ein Parkplatz für den damals bereits existierenden Teil 2, die Europa Passage, befand.

## Bedeutung als Einkaufsstraße

### Struktur

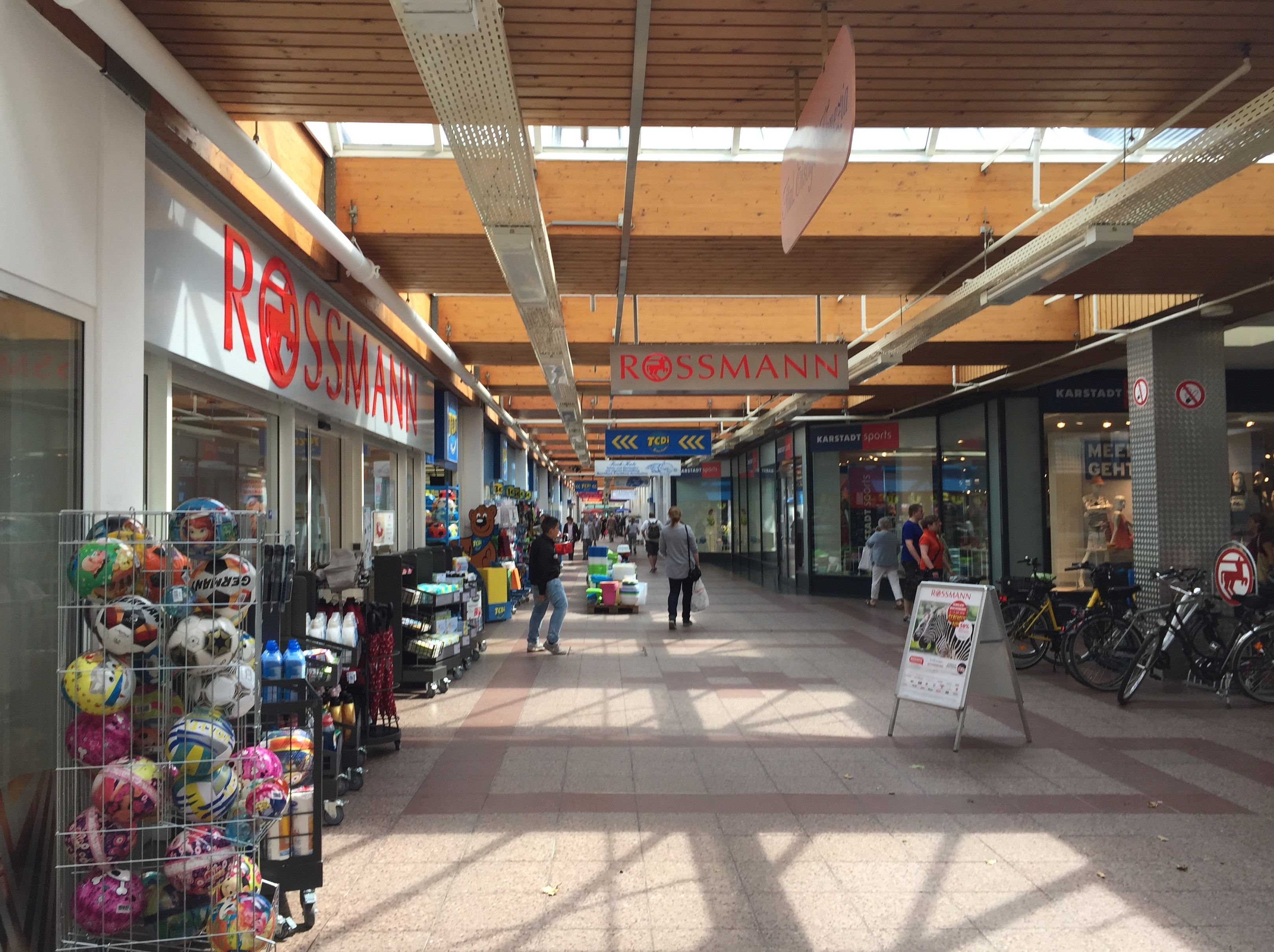
Blick in die Europa-Passage

Die Europaallee ist eine abwechslungsreich gestaltete Einkaufsstraße, die auch über Restaurants, Cafés und ein Bistro verfügt.
Im Teil 1 der Fußgängerzone gibt es nur wenige Geschäfte, wie z. B. ein Fitnessstudio, eine Apotheke, eine Spielhalle und öffentliche Gebäude, wie eine Schule, die Polizei, das Finanzamt sowie die Stadtteilbücherei. In diesem Teil findet wöchentlich (mittwochs und freitags) ein Wochenmarkt statt.
Im 2. Teil, der Europa-Passage, der überdacht ist und sich damit im selben Gebäude wie das Herold-Center und die De-Gasperi-Passage befindet, sind u. a. folgende Geschäfte angesiedelt: ein Drogeriemarkt, ein Fischgeschäft mit Imbiss, ein Eiscafé, ein Bistro, ein Schuster, ein Hörgeräteakustiker, eine Änderungsschneiderei.
Im 3. Teil, der Süderweiterung des Herold-Center-Standortes, haben sich im Dezember 2015 ein großes Rewe-Center mit Getränkemarkt und ein Bäcker mit Café, ein Zeitungsgeschäft mit Lottoannahme und andere etabliert. In diesem neuen Teil gibt es aber auch noch Leerstand.
Im 4. Teil sind u. a. folgende Geschäfte und Büros angesiedelt: Fielmann, zwei Restaurants, zwei Bankfilialen, eine Steuerberatungs- und Wirtschaftsprüfungsgesellschaft, eine Baufirma, ein Immobilienmakler, Arztpraxen und eine Anwaltskanzlei zu finden.

### Ankermieter
Die Europaallee erhält eine weitere Bedeutung als Nahversorgungsstandort durch ihre Verbundenheit in einem gemeinsamen Komplex mit dem Herold Center, der Saturnfiliale und der De-Gasperi-Passage. Die Kunden, die aus einem Umkreis bis zu 50 km dorthin kommen, gehen häufig auch noch durch die Europa-Allee. Durch gute Ankermieter im Herold Center (H&M, C&A, P&C, Rewe) mit insgesamt 140 Läden auf 26.000 m² auf zwei Etagen kommen laut Centerverwaltung täglich bis zu 33.840 Kunden.
Durch die Mitte der 2010er stattgefundene Umstrukturierung von Karstadt und die parallel dazu durchgeführte Umgestaltung seiner Räumlichkeiten wie seines Sortiments hatte Karstadt als Mitnutzer des Gebäudekomplexes, gemäß Aussagen der Filialleitung, im Jahre 2015 zweistellige Umsatzzuwächse und verdiente wieder „Geld über die Ladenkasse“. Die umfangreichen Modernisierungsmaßnahmen des Herold Centers hatten auch dort Auswirkungen beim Umsatz, wie die Centermanagerin verlauten ließ. Letztlich hatte auch die Neugewinnung von Saturn als zusätzlichem Ankermieter an diesem Standort äußerst positive Auswirkungen auf Bekanntheitsgrad und Umsatz für den ganzen Standort.
Es gibt keine veröffentlichten Kundenzahlmessungen der Europaallee, aber es ist davon auszugehen, dass der gesamte Standort von den durch die Ankermieter hinzugekommenen Kunden profitiert. Es ist für die Teile 1, 2 und 4 (Teil 3 ist neu) der Europaallee empfehlenswert zu überprüfen, ob dort ihre äußere Gestaltung und die bauliche Substanz mit ihrer gewachsenen Standortbedeutung noch einhergeht. Ebenfalls wichtig ist eine laufende Überprüfung des Branchenmixes, ob er noch so ist, wie die Kunden erwarten.
Trotz Interventionsbemühungen von Seiten der Gewerkschaft ver.di und der Norderstedter SPD ist der langjährige, seit Errichtung der De-Gasperi-Passage 1972 an diesem Standort ansässige Ankermieter Karstadt im Oktober 2020 ausgezogen. Der Gebäudeteil der De-Gasperi-Passage steht seitdem leer.

## Fotogalerie

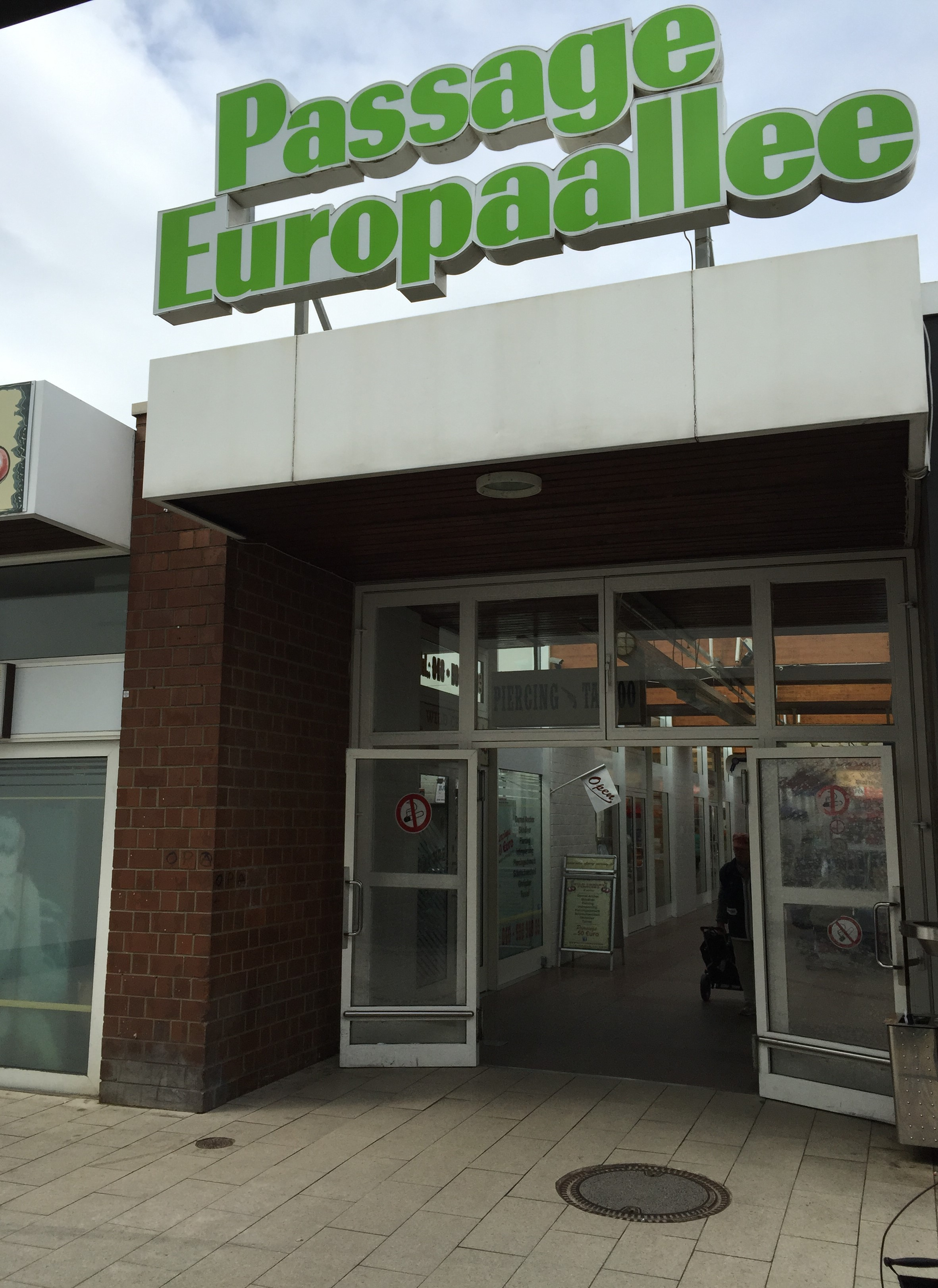
Eingang des überdachten Teils Europa Passage (Teil 2, s. Lageplan oben)
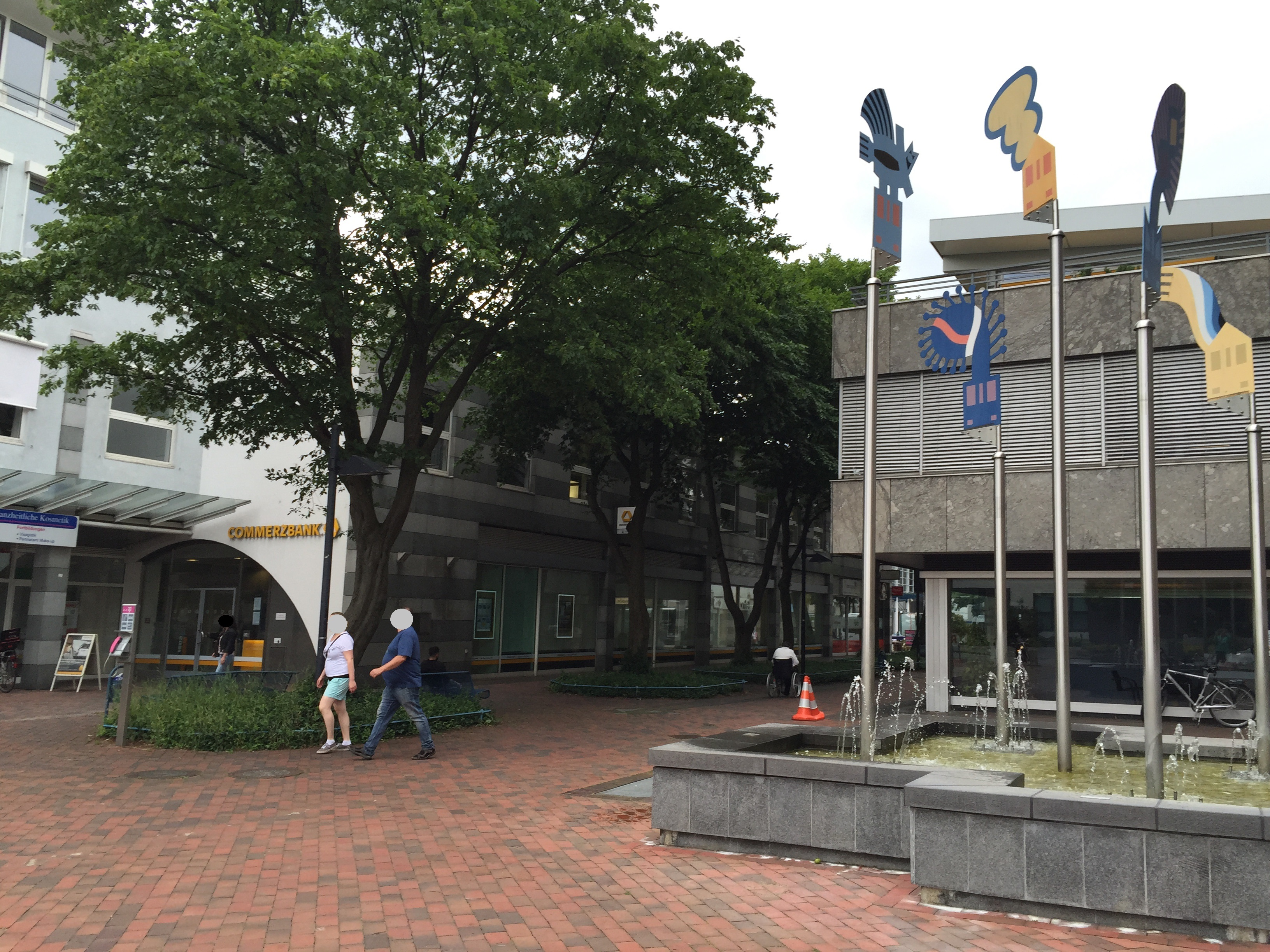
Brunnen
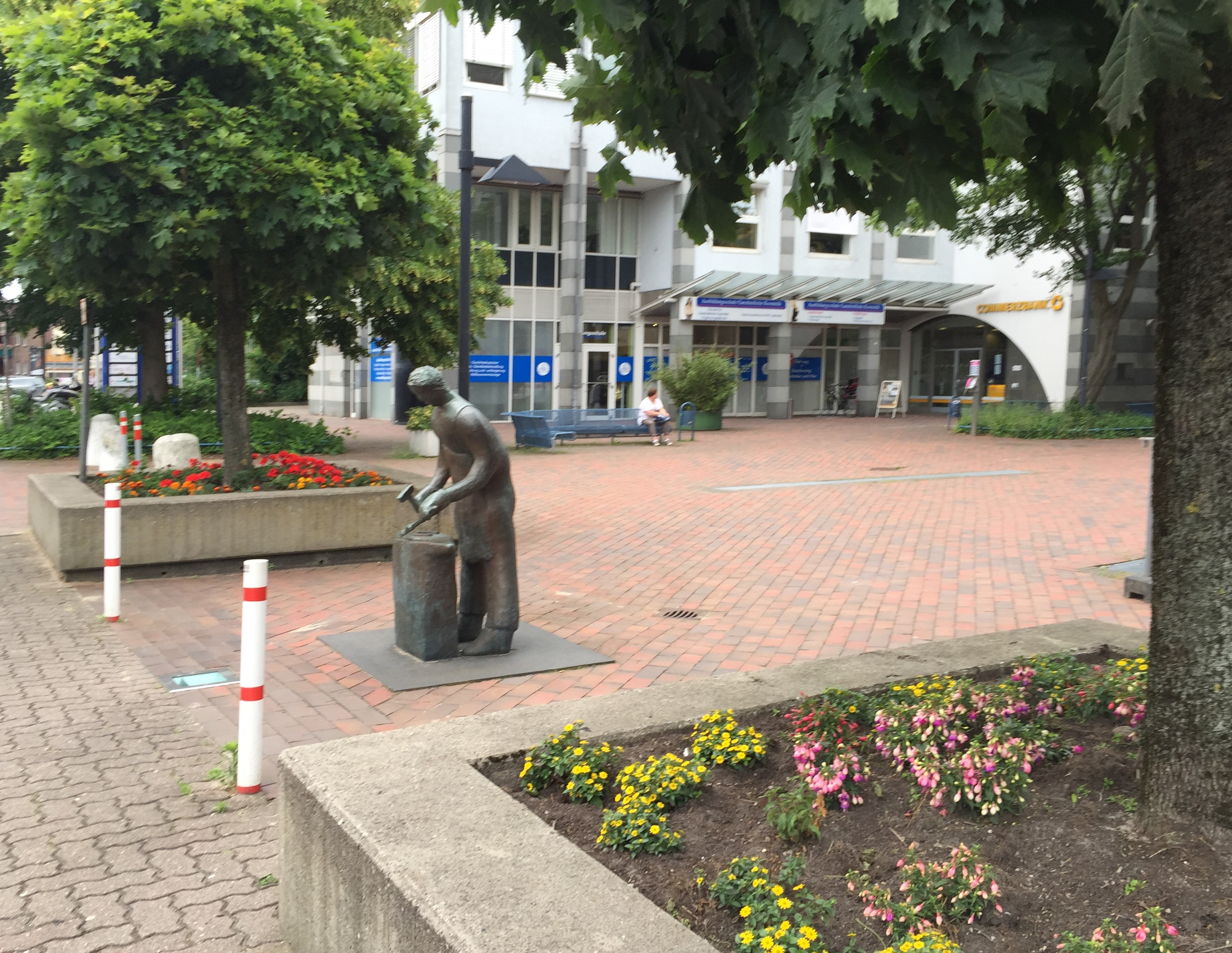
Handwerkerdenkmal
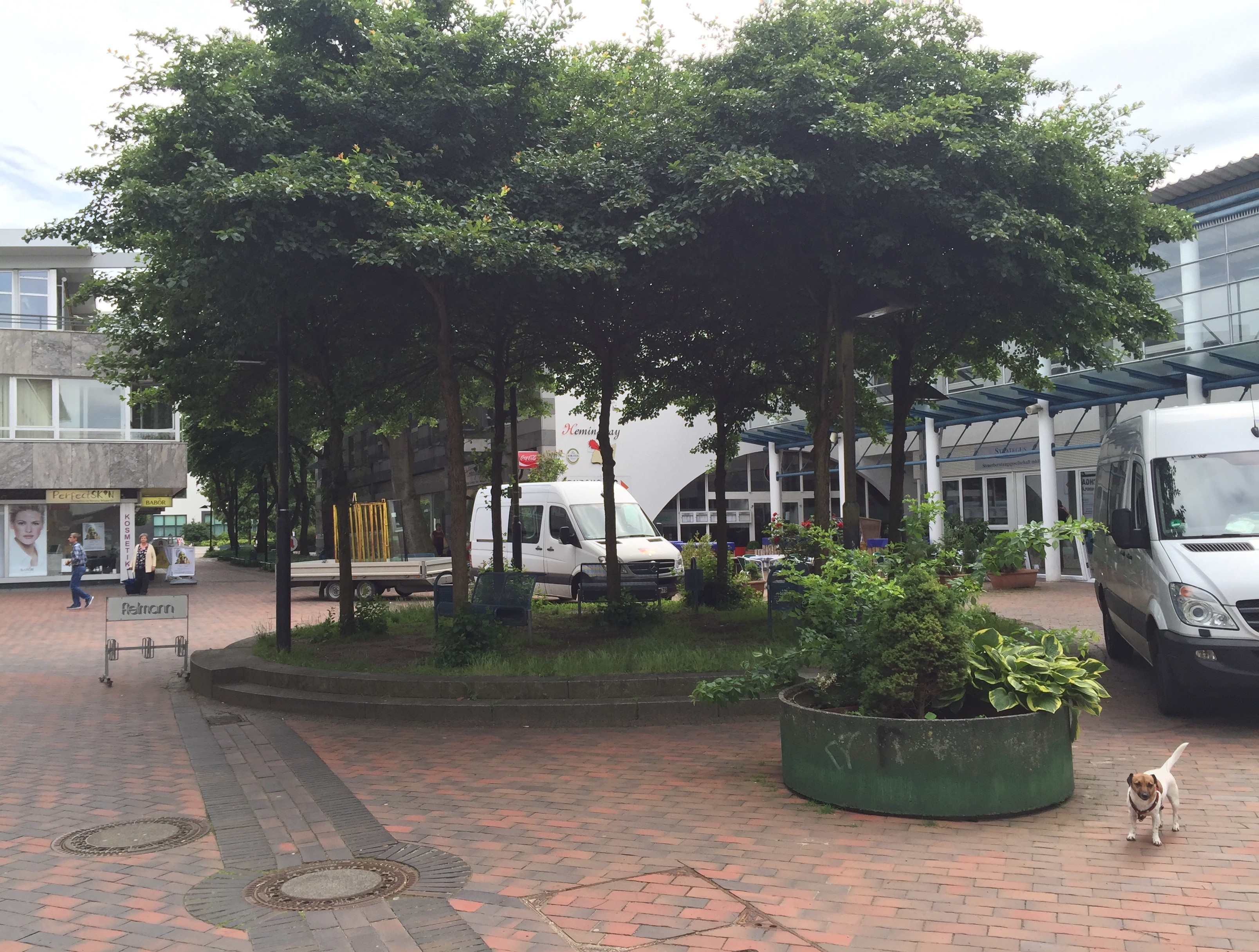
Sitzinsel mit Bänken und Bäumen
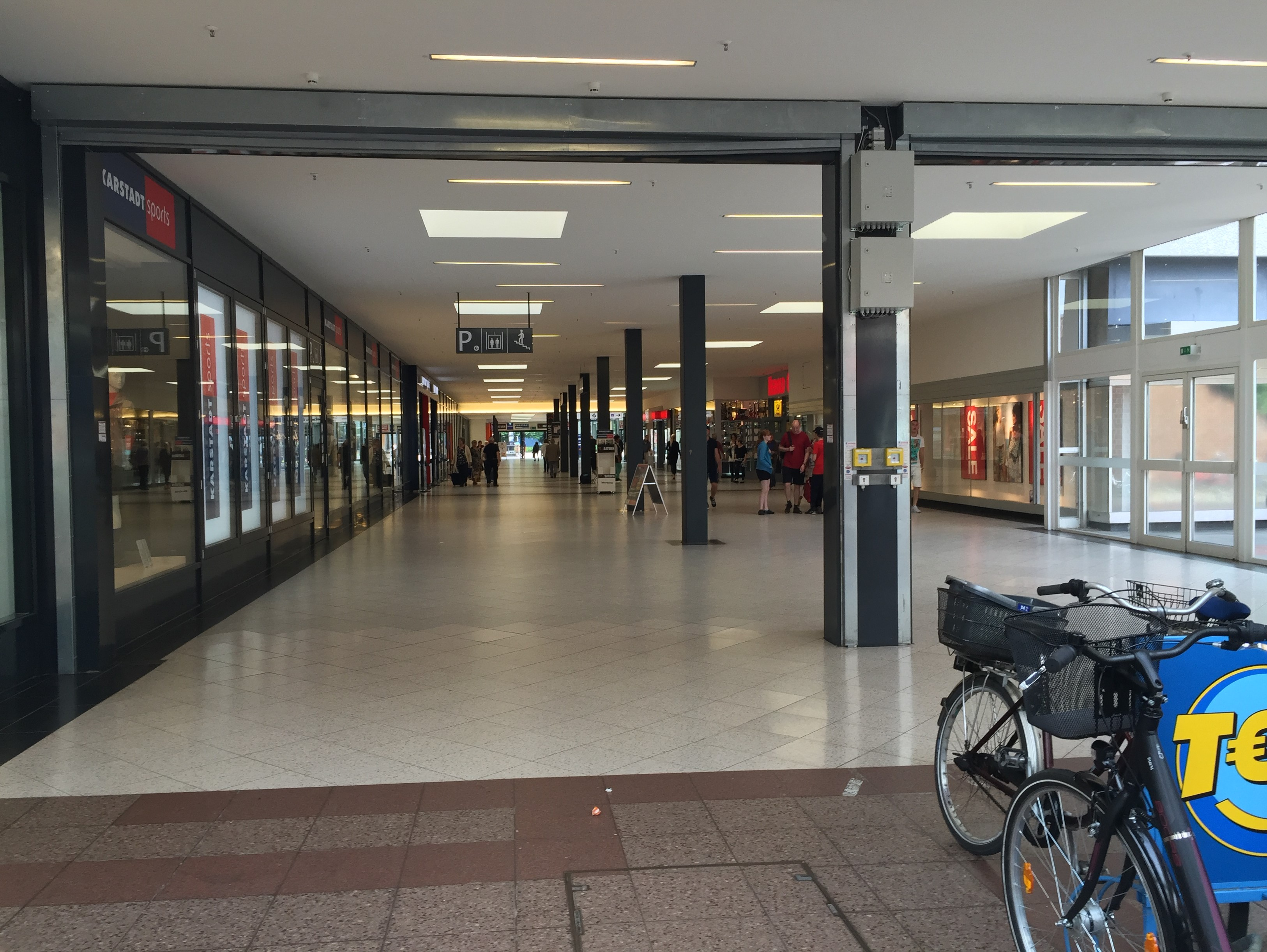
Blick in den Eingangsbereich der De-Gasperi-Passage von der Europa-Passage aus

## Kritik
Es gab eine öffentliche Diskussion, als im dritten Teil der Europaallee, der Süderweiterung des Herold-Center-Komplexes, 2015 ein weiterer sehr großer Rewe-Markt, das Rewe Center, einziehen wollte. Im Umkreis von wenigen Kilometern würde es danach fünf Rewe-Märkte geben. Einer liegt in Ochsenzoll an der Langenhorner Chaussee am U-Bahnhof Ochsenzoll, einer in der Einkaufsstraße Schmuggelstieg in Ochsenzoll, ein weiterer an der Segeberger Chaussee nah am Ochsenzoll, einer ist schon länger im Herold Center selbst am Nordende angesiedelt und nun sollte noch das Rewe Center mit erweitertem Sortiment in die Süderweiterung einziehen.
Einige Norderstedter wollten diese Rewe-Dominanz nicht, sondern auch andere Märkte dort angesiedelt wissen. Das Angebot wurde als zu einseitig in dieser räumlichen Nähe angesehen. Es wurde diskutiert, ob diese Märkte nur an diesen Stellen eingezogen waren, um zu verhindern, dass ein gesünderer Geschäftsmix erreicht wird und z. B. ein Konkurrenzsupermarkt wie Edeka oder Real an diesen exponierten Stellen eröffnet. Die Einwände der Norderstedter Bürger haben aber keine Wirkung gezeigt. Das Rewe Center wurde in der Süderweiterung im Teil 3 der Europaallee Ende 2015 eröffnet.
Auch gab es Kritik aus Hamburg, als Norderstedt den neuen Ankermieter Saturn angeworben hatte.